# Красавчик (хутор)
Красавчик — хутор в Фатежском районе Курской области России. Входит в состав Верхнелюбажского сельсовета.

## География
Хутор находится на реке Красавка (левый приток Свапы), в 100 км от российско-украинской границы, в 59 км к северо-западу от Курска, в 16 км к северо-западу от районного центра — города Фатеж, в 7 км от центра сельсовета — села Верхний Любаж, в 4,5 км от Михайловского водохранилища на реке Свапа.
Климат
Красавчик, как и весь район, расположен в поясе умеренно континентального климата с тёплым летом и относительно тёплой зимой (Dfb в классификации Кёппена).
Часовой пояс
Хутор Красавчик, как и вся Курская область, находится в часовой зоне МСК (московское время). Смещение применяемого времени относительно UTC составляет +3:00.

## Население
| 1979 | 2002 | 2010 |
| ---- | ---- | ---- |
| 125  | ↘57  | ↘28  |

## Инфраструктура
Личное подсобное хозяйство. В хуторе 39 домов.

## Транспорт
Красавчик находится в 7 км от автодороги федерального значения М2 «Крым» как часть европейского маршрута E 105, в 86 км от автодороги М3 «Украина» как часть европейского маршрута E 101, в 24 км от автодороги А142 (Тросна — М-3 «Украина») как часть европейского маршрута E 93, в 7 км от автодороги регионального значения 38К-002 (Верхний Любаж — Поныри), в 12 км от автодороги 38К-038 (Фатеж — Дмитриев), в 19 км от автодороги 38К-035 (А-142 — Михайловка — Линец/38К-038), в 2 км от автодороги 38К-011 (М-2 «Крым» — Игино — Троицкое — 38К-035), в 5,5 км от автодороги межмуниципального значения 38Н-675 (38К-038 – Нижний Реут – Путчино), в 20 км от ближайшего ж/д остановочного пункта 34 км (линия Арбузово — Лужки-Орловские).
В 183 км от аэропорта имени В. Г. Шухова (недалеко от Белгорода).